# Henry O'Neill
Henry O'Neill (Orange, 10 agosto 1891 – Hollywood, 18 maggio 1961) è stato un attore statunitense.

## Biografia
Nativo del New Jersey, poco meno che trentenne combatté come soldato durante la prima guerra mondiale. Al ritorno dal fronte riprese a recitare, come già faceva dai tempi del college, quando lavorava per una compagnia itinerante. 
Calcò i palcoscenici dei teatri di New York durante tutti gli anni venti e solo un decennio dopo approdò al cinema, dove lavorò essenzialmente per due grandi studios, la Warner Bros. prima e la MGM più tardi. 
Esordì sul grande schermo nei primi anni trenta e vi rimase fino al 1957, anno in cui si ritirò dalle scene. Con il suo aspetto di uomo gentile e con i capelli precocemente incanutiti, ricoprì spesso il ruolo di genitore benevolo, di saggia figura di uomo di legge, di dottore comprensivo. Tra i molti film da lui interpretati, da ricordare il western Un popolo in ginocchio (1934) di Alan Crosland, uno dei primissimi film che trattò il tema delle riserve indiane prendendo le parti dei nativi.
Henry O'Neill morì nel 1961.

## Filmografia parziale
- The Strong Arm, regia di Edmund Joseph - cortometraggio (1930)
- Amai una donna (I Loved a Woman), regia di Alfred E. Green (1933)
- Il pugnale cinese (The Kennel Murder Case), regia di Michael Curtiz (1933)
- The Big Shakedown, regia di John Francis Dillon (1934)
- Un popolo in ginocchio (Massacre), regia di Alan Crosland (1934)
- Bedside, regia di Robert Florey (1934)
- I've Got Your Number, regia di Ray Enright (1934)
- Le armi di Eva (Fashions of 1934), regia di William Dieterle (1934)
- Wonder Bar, regia di Lloyd Bacon (1934)
- La sedia elettrica (Midnight), regia di Chester Erskine (1934)
- Journal of a Crime, regia di William Keighley (1934)
- Il mercante di illusioni (Upperworld), regia di Roy Del Ruth (1934)
- L'universo innamorato (Twenty Million Sweethearts), regia di Ray Enright (1934)
- Madame du Barry, regia di William Dieterle (1934)
- The Man with Two Faces, regia di Archie Mayo (1934)
- Passeggiata d'amore (Flirtation Walk), regia di Frank Borzage (1934)
- Murder in the Clouds, regia di D. Ross Lederman (1934)
- La sposa nell'ombra (The Secret Bride), regia di William Dieterle (1934)
- The Man Who Reclaimed His Head, regia di Edward Ludwig (1934)
- Il re della risata (Bright Lights), regia di Busby Berkeley (1935)
- Il selvaggio (Bordertown), regia di Archie L. Mayo (1935)
- We're in the Money, regia di Ray Enright (1935)
- Il grande nemico (Special Agent), regia di William Keighley (1935)
- L'ombra che cammina (The Walking Dead), regia di Michael Curtiz (1936)
- L'angelo bianco (The White Angel), regia di William Dieterle (1936)
- Mogli di lusso (The Golden Arrow), regia di Alfred E. Green (1936)
- La luce verde (Green Light), regia di Frank Borzage (1937)
- La miniera maledetta (Draegerman Courage), regia di Louis King (1937)
- Emilio Zola (The Life of Emile Zola), regia di William Dieterle (1937)
- Le 5 schiave (Marked Woman), regia di Lloyd Bacon (1937)
- Figlia del vento (Jezebel), regia di William Wyler (1938)
- Racket Busters, regia di Lloyd Bacon (1938)
- Gli avventurieri (Dodge City), regia di Michael Curtiz (1939)
- Angeli senza cielo (The Angels Wash Their Faces), regia di Ray Enright (1939)
- Confessioni di una spia nazista (Confessions of a Nazy Spy), regia di Anatole Litvak (1939)
- L'ombra dell'uomo ombra (Shadow of the Thin Man), regia di W. S. Van Dyke (1941)
- Se mi vuoi sposami (Honky Tonk), regia di Jack Conway (1941)
- Forzate il blocco (Cargo of Innocents), regia di Robert Z. Leonard (1942)
- Pierre of the Plains, regia di George B. Seitz (1942)
- Il nemico ci ascolta (Air Raid Wardens), regia di Edward Sedgwick (1943)
- Caso di coscienza per il dottor Gillespie (Dr. Gillespie's Criminal Case), regia di Willis Goldbeck (1943)
- Girl Crazy, regia di Norman Taurog e Busby Berkeley (1943)
- Due ragazze e un marinaio (Two Girls and a Sailor), regia di Richard Thorpe (1944)
- L'avventuriero della città d'oro (Barbary Coast Gent), regia di Roy Del Ruth (1944)
- Sempre nei guai (Nothing but Trouble), regia di Sam Taylor (1944)
- Dark Shadows, regia di Paul Burnford e Walter Hart (1944)
- Sono tua (You're My Everything), regia di Walter Lang (1949)
- Strange Bargain, regia di Will Price (1949)
- Sgomento (The Reckless Moment), regia di Max Ophüls (1949)
- Tu partirai con me (Holiday Affair), regia di Don Hartman (1949)
- Non voglio perderti (No Man of Her Own), regia di Mitchell Leisen (1950)
- Il mistero del V3 (The Flying Missile), regia di Henry Levin (1950)
- Ultime della notte (Scandal Sheet), regia di Phil Karlson (1952)
- Carovana verso il Sud (Untamed), regia di Henry King (1955)
- Le ali delle aquile (The Wings of Eagles), regia di John Ford (1957)

## Doppiatori italiani
- Amilcare Pettinelli in Forzate il blocco, Sgomento
- Achille Majeroni in Le 5 schiave (riedizione del dopoguerra)
- Giorgio Capecchi in Figlia del vento
- Sandro Ruffini in Due ragazze e un marinaio
- Aldo Silvani in Non voglio perderti
- Giorgio Piazza in Confessioni di una spia nazista (doppiaggio tardivo)
- Sergio Rossi in Emilio Zola (ridoppiaggio)[1]
- Riccardo Garrone in Tu partirai con me (ridoppiaggio)[2]